# Сімко Шікак
Сімко Шікак (ім'я при народженні: Ісмаїл Аґа Шікак, курд. Simkoyê Şikak; 1887 — 30 червня 1930) — курдський політичний діяч і революціонер, вождь племені Шакак, який підняв повстання проти іранської влади в Курдистані. До 1920 року частина Іранського Курдистану, на захід від озера Урмія, перебували під його контролем. 

## Життєпис
Народився у відомій курдській феодальній сім'ї, яка була впливовою в часи правління шахів з династії Каджари. Сім'я володіла замком Чіхрік, розташованим поруч з річкою Барандуз в районі міста Урмія на північному заході Ірану. Боротися проти іранської влади на курдських територіях почав з літа 1918 року. До 1920 року частина Іранського Курдистану, розташована на захід від озера Урмія, була під його контролем. У цей час уряд Ірану намагався домовитися з Сімко про обмежену курдську автономію. 

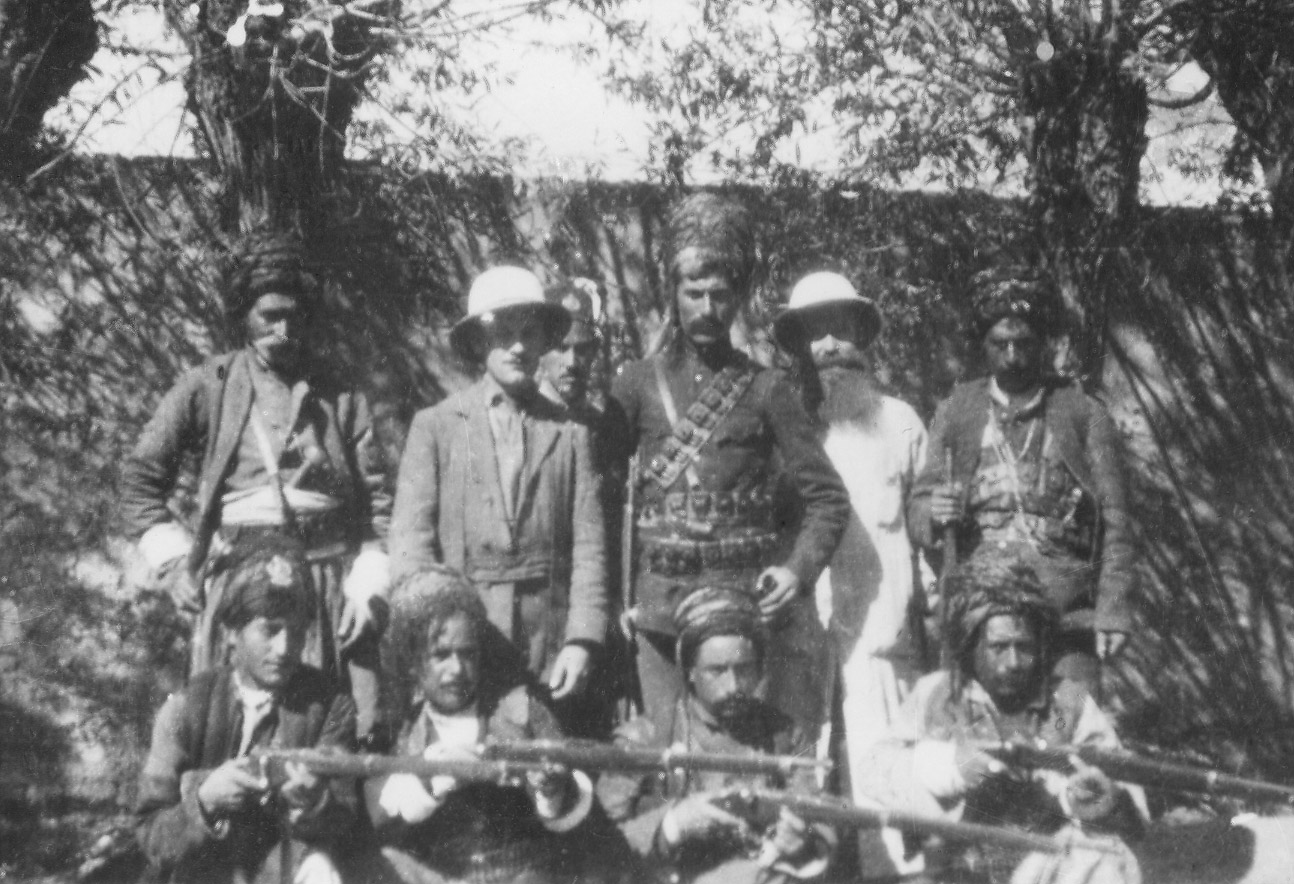
Сімко серед повстанців-курдів

Сімко Шікак організував сильну курдську армію, яка була набагато сильнішою, ніж іранські урядові сили. Він продовжував розширювати підконтрольну собі територію, і до 1922 року захопив міста Бане та Сердешт. Уміло використавши традиційну ворожнечу між турками та персами, Сімко створив курдську державу.
Сімко Шікак жорстоко розправлявся не тільки з персами але й з християн-ассирійців. Відомо, що він брав участь у масових вбивствах ассирійців у місті Хой, та своїми діями спровокував вбивство 1000 ассирійців у місті Сельмас.
У 1922 року Сімко Шікак зазнав нищівної поразки в битві при Тадж, та був змушений втекти до Туреччини. 
Після вбивства Шимуна XIX Беньяміна, патріарха Ассирійської церкви Сходу, ассирійські очільники Аґа-Петрос та Малік Хошаба об'єднали свої сили та розбили Сімко Шікака біля міста Тазешегр.
Сімко Шікак намагався підняти нове повстання у 1926 році, але знову був розгромлений біля міста Сельмас 10 тисячною іранською армією та змушений був залишити країну. 
30 червня 1930 року іранські війська заманили Сімко Шікака в засідку та вбили.